# لجنة الانتخابات
لجنة الانتخابات هي الجهة المسؤولة عن الإشراف على إجراءات الانتخابات. يختلف الاسم المستخدم من بلد لأخرى، مثل «اللجنة الانتخابية» و«لجنة الانتخابات المركزية» و«الفرع الانتخابي» أو «المحكمة الانتخابية». يمكن للجنة الانتخابات أن تكون مستقلة أو مختلطة أو قضائية أو حكومية. وقد تكون مسؤولة أيضًا عن تقسيم الدوائر الانتخابية. في الفيدراليات قد تكون هناك هيئة منفصلة لكل حكومة إقليمية.

## النماذج الانتخابية
النموذج المستقل
في النموذج المستقل، تكون لجنة الانتخابات مستقلة عن السلطة التنفيذية ولها ميزانيتها الخاصة وخاضعة لإدارتها الخاصة. هناك دول تأخذ بالنموذج المستقل مثل أستراليا وكندا والهند وإندونيسيا ونيجيريا وباكستان وبولندا ورومانيا وجنوب إفريقيا وتايلاند والمملكة المتحدة. في بعض تلك البلدان، يضمن الدستور اسقلالية لجنة الانتخابات مثل القسم 190 من دستور جنوب إفريقيا.
نموذج الفرع
في نموذج الفرع، عادة ما تسمى لجنة الانتخابات الفرع الانتخابي وعادة ما تكون فرعًا منفصلاً عن الحكومة معترفًا به دستوريًا، ويتم تعيين أعضائها إما من قبل السلطة التنفيذية أو السلطة التشريعية. تتضمن الدول التي تتبع هذا النموذج بوليفيا وكوستاريكا وبنما ونيكاراغوا وفنزويلا.
النموذج المختلط
في النموذج المختلط، توجد لجنة مستقلة لتحديد السياسات، أما التنفيذ فهو عادة من اختصاص إدارة تنفيذية تعمل تحت إشراف مجلس الإدارة المستقل بدرجات متفاوتة. وتشمل البلدان التي لديها مثل هذا النموذج كلاً من الكاميرون وفرنسا وألمانيا واليابان والسنغال وأسبانيا.
النموذج التنفيذي
في النموذج التنفيذي، يرأس رئيس مجلس الوزراء لجنة الانتخابات كجزء من السلطة التنفيذية للحكومة، وقد يشمل سلطات الحكم المحلي للعمل كوكلاء للسلطة المركزية. والدول التي يشملها هذا النموذج هي الدنمارك وسنغافورة والسويد وسويسرا وتونس والولايات المتحدة.
النموذج القضائي
في النموذج القضائي، تراقبمحكمة انتخابية خاصة عن كثب عمل لجنة الانتخابات وتكون مسؤولة عنها مسؤلية كاملة. وتشمل البلدان التي لديها مثل هذا النموذج كلاً من الأرجنتين والبرازيل والمكسيك.

## مجالس الانتخابات في الولايات المتحدة

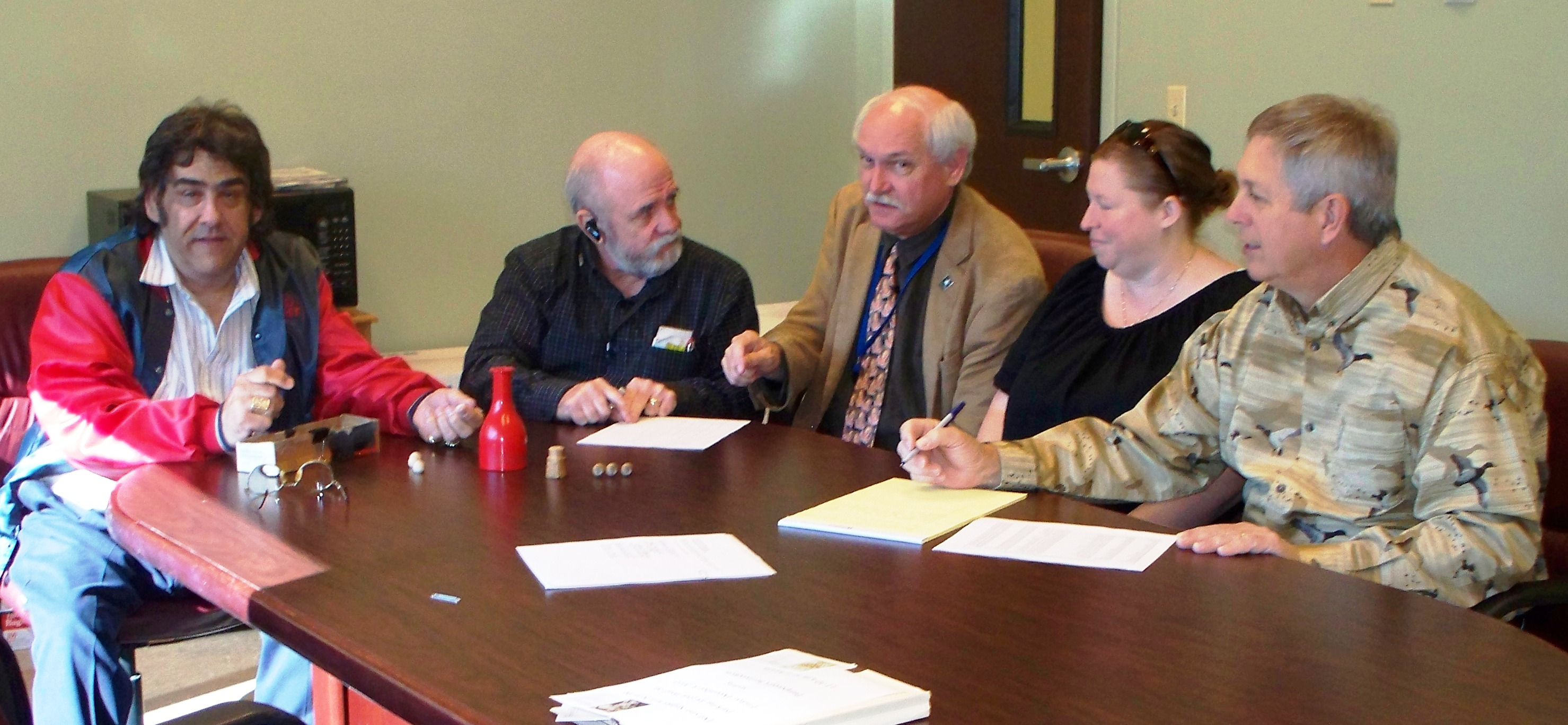
مجلس مشرفي انتخابات تانجيباهو باريش أثناء اختيارهم لمفوضي انتخابات عام 2011 عن طريق الكرات البلاستيكية المنصوص عليها قانونًا. من اليسار إلى اليمين : جيمس "روب" ارديلو وجون راسل وريتشارد ديفيد رمزي وسيندي بينيتيز وجوليان دافريتش.

مجلس الانتخابات هو مجموعة من المسؤولين المعينين لإدارة الانتخابات في بعض الولايات والبلديات الأمريكية مثل مدينة نيويورك. ولا يخضع المجلس عادة لإشراف السلطة التنفيذية المباشرة، لذلك يكون بعيدًا بعض الشيء عن الضغط السياسي.
يظهر مثال لمجلس الانتخابات وهو يقوم باختيار مفوضي الانتخابات في الصورة التي على اليمين — وهو مجلس مشرفي الانتخابات في تانجيباهو باريش. يتم تأسيس هذا المجلس وفقًا لويزيانا للنظام الأساسي المنقح § 18:484. ويحدد النظام الأساسي مجلسًا لكل أبرشية من (أبرشيات مقاطعات) لويزيانا وعددهم 64، ويجب أن يتكون المجلس من ممثل لكل حزب سياسي معترف به بالإضافة إلى مسجل الناخبين الذي يعينه الحاكم وكاتب محكمة. ينص النظام الأساسي صراحة على المسؤوليات الملقاة على عاتق المجلس، كما ينص على طريقة اختيار أعضائه:
«يتم إحضار كرة مصنوعة من البلاستيك أو مادة مماثلة تحتوي على أرقام مطابقة لأرقام الأعضاء الموجودة في قائمة الأعضاء المقترحة للمنطقة، ثم يتم وضعها في وعاء وتقليبها جيدًا. ويجوز لأعضاء مجلس الأبرشية من مشرفي الانتخابات المشاركة في عملية الخلط»;

## قائمة اللجان الانتخابية
- ألبانيا: لجنة الانتخابات المركزية
- أستراليا: اللجنة الانتخابية
  - إقليم العاصمة الأسترالية: اللجنة الانتخابية
  - نيو ساوث ويلز: اللجنة الانتخابية
  - كوينزلاند: اللجنة الانتخابية
  - جنوب أستراليا: اللجنة الانتخابية
  - فيكتوريا: اللجنة الانتخابية
  - أستراليا الغربية: اللجنة الانتخابية
- بنغلاديش: اللجنة الانتخابية
- روسيا البيضاء: لجنة الانتخابات المركزية
- بليز: لجنة الانتخابات والحدود
- بوليفيا:
  - الجهاز الانتخابي متعدد القوميات (منذ 2010)
  - المحكمة الوطنية الانتخابية (المنحلة منذ 2010)
- البرازيل: المحكمة العليا للانتخابات
  - المحاكم الانتخابية الإقليمية
- جمهورية الصين: اللجنة المركزية للانتخابات
- كندا: هيئة انتخابات كندا
  - كبير موظفي الشؤون الانتخابية في كيبيك
  - انتخابات ألبرتا
  - انتخابات كولومبيا البريطانية
  - انتخابات مانيتوبا
  - انتخابات نيو برونزويك
  - انتخابات نيوفاوندلاند ولبرادور
  - انتخابات نوفا سكوتيا
  - انتخابات نونافوت
  - انتخابات الإقليم الشمالي الشرقي
  - انتخابات اونتاريو
  - انتخابات جزيرة الأمير إدوارد
  - انتخابات ساسكاتشوان
  - انتخابات يوكون
- كولومبيا: المجلس الوطني الانتخابي
- جمهورية الكونغو الديمقراطية: اللجنة الانتخابية الوطنية المستقلة
- إثيوبيا: المجلس الوطني للانتخابات
- فرنسا: المجلس الدستوري
- غانا: اللجنة الانتخابية
- غيانا: لجنة الانتخابات
- هايتي: المجلس الانتخابي المؤقت
- هونغ كونغ: لجنة الشؤون الانتخابية
- الهند: لجنة الانتخابات
- إيران: مجلس الوصاية
- العراق: المفوضية العليا المستقلة للانتخابات
- كينيا:
  - اللجنة الانتخابية المستقلة المؤقتة (منذ عام 2008)
  - اللجنة الانتخابية (المنحلة منذ 2008)
- ليبيريا: اللجنة الوطنية للانتخابات
- ماليزيا: لجنة الانتخابات
- المكسيك:
  - المعهد الانتخابي الفيدرالي
  - المحكمة الفيدرالية الانتخابية
- مولدوفا: لجنة الانتخابات المركزية]
- ميانمار (بورما): [[اللجنة المتحدة للانتخابات
- نيبال: لجنة الانتخابات
- نيوزيلاندا: اللجنة الانتخابية
- نيكاراغوا: المجلس الأعلى للانتخابات
- نيجيريا: اللجنة الانتخابية الوطنية المستقلة
- باكستان: لجنة الانتخابات
- فلسطين: اللجنة المركزية للانتخابات
- الفلبين: لجنة الانتخابات
  - عند إعلان اسم الفائز، تختص هذه المحاكم فقط بنظر الطعون الانتخابية:
    - المحكمة الانتخابية الرئاسية (تتألف بالكامل من المحكمة العليا)
    - المحكمة الانتخابية لمجلس الشيوخ
    - المحكمة الانتخابية لمجلس النواب
    - المحاكم الابتدائية الإقليمية للمسؤولين المحليين
- بورتوريكو: لجنة انتخابات الولاية
- روسيا: اللجنة المركزية للانتخابات
- سنغافورة: إدارة الانتخابات
- جنوب أفريقيا: اللجنة الانتخابية المستقلة
- كوريا الجنوبية: اللجنة الوطنية للانتخابات
- السويد: هيئة الانتخابات
- تايلاند: لجنة الانتخابات
- تركيا: المجلس الأعلى للانتخابات
- أوكرانيا: اللجنة المركزية للانتخابات
- المملكة المتحدة: اللجنة الانتخابية
- الولايات المتحدة:
  - اللجنة المساعدة للانتخابات, وتدير الانتخابات الفيدرالية وتضع معايير لانتخابات الولايات والمحليات
  - لجنة الانتخابات الفيدرالية, تنظم تشريعات تمويل الحملات الانتخابية
  - اللجنة الانتخابية, لجنة خاصة للانتخابات الرئاسية 1876
  - فلوريدا: لجنة الانتخابات
  - نيويورك: مجلس الولاية للانتخابات
  - أوكلاهوما: مجلس انتخابات الولاية
  - فرجينيا: مجلس الولاية للانتخابات
- أوروغواي: المحكمة الانتخابية
- فنزويلا: المجلس الوطني للانتخابات
- زيمبابوي: اللجنة الانتخابية

## وصلات خارجية
- Association of Asian Election Authorities نسخة محفوظة 25 فبراير 2012 على موقع واي باك مشين.
- Association of European Election Officials